# Numero di Erdős

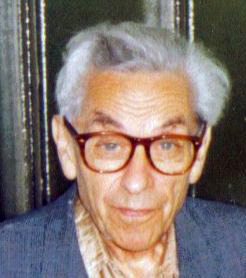
Paul Erdős

Il numero di Erdős è un modo per descrivere la "distanza" tra una persona e il matematico ungherese Paul Erdős in termini di collaborazione in pubblicazioni matematiche. È stato creato dagli amici di Erdős come tributo scherzoso all'enorme numero di pubblicazioni da lui scritte in collaborazione con un gran numero di matematici diversi.
Paul Erdős era un matematico "itinerante", che trascorse gran parte della sua vita passando da un dipartimento di matematica all'altro, pubblicando ricerche con i colleghi desiderosi di ospitarlo. Ha pubblicato nella sua vita almeno 1400 lavori, secondo solo a Eulero per numero di pubblicazioni, con più di 500 collaboratori diversi.

## Definizione

Se A pubblica una ricerca con Paul Erdős e con B, ma B non collabora con Erdős, allora B avrà un numero di Erdős pari a 2.

La definizione del numero di Erdős è ricorsiva: per possedere un numero di Erdős, un autore deve aver collaborato a una ricerca con un autore che possiede un numero di Erdős; lo stesso Erdős ha un numero di Erdős pari a 0. Per ogni altro autore, se k è il minimo numero di Erdős dei suoi collaboratori, il suo numero di Erdős è k+1. Di conseguenza, i coautori di Erdős hanno numero di Erdős 1, i loro coautori (se non hanno collaborato a loro volta con Erdős) hanno numero di Erdős 2, e così via. Chi non ha nessuna catena di collaborazioni che porta a Paul Erdős non ha un numero di Erdős, oppure lo ha infinito.
Vi è, tuttavia, una certa ambiguità su cosa costituisce una collaborazione tra due autori: l'Erdős Number Project infatti considera tale una qualsiasi ricerca che ha portato ad un lavoro pubblicato, senza contare libri di testo, necrologi e simili; inoltre è permesso ogni numero di collaboratori. Riducendosi ad articoli con due soli collaboratori si ottiene un "numero di Erdős di secondo tipo", che è posseduto da almeno 176.000 persone.
Il concetto di numero di Erdős fu probabilmente definito per la prima volta da Casper Goffman, che pubblicò le sue osservazioni sulla prolifica attività in collaborazione di Erdős in un articolo del 1969 intitolato And what is your Erdős number?.
L'American Mathematical Society ha creato un "calcolatore di distanza di collaborazione" che permette di calcolare il numero di Erdős.

## Diffusione
Poiché Erdős ha collaborato direttamente con 511 matematici, tante sono le persone che possiedono un numero di Erdős pari a 1; le persone che hanno collaborato con loro (ma non con lo stesso Erdős) sono, al 2007, 8.162; alla stessa data, vi sono almeno 268.000 persone che possiedono un numero di Erdős, il massimo dei quali è 15. La gran parte dei matematici con un numero di Erdős lo ha inferiore a 8; la media dei numeri è 4,65, mentre la deviazione standard è 1,21. Secondo Alex Lopez-Ortiz tutti i vincitori della medaglia Fields e del premio Nevanlinna tra il 1986 e il 1994 hanno numero di Erdős inferiore a 10.
I matematici delle epoche passate pubblicavano meno lavori rispetto ai moderni, e più raramente in collaborazione. Tuttavia vi sono alcuni matematici, vissuti prima di Erdős, che possiedono un numero di Erdős: il più antico è Richard Dedekind (1831-1916, con numero di Erdős 7) oppure Ferdinand Georg Frobenius (1849-1917, numero di Erdős 3), a seconda degli standard di collaborazione adottati, mentre sembra che altri matematici più antichi come Eulero o Carl Friedrich Gauss non ne possiedano uno.
A causa dell'elevata frequenza di collaborazione interdisciplinare tra le varie scienze, molti non matematici possiedono un numero di Erdős: ad esempio lo studioso di scienze politiche Steven Brams ha un numero di Erdős pari a 2. Nella ricerca biomedica, è comune che tra gli autori delle pubblicazioni vi siano degli statistici, e molti di loro possono essere collegati attraverso John Tukey, che ha numero di Erdős 2. In modo simile, la collaborazione tra il genetista Eric Lander e il matematico Daniel Kleitman (che ha numero di Erdős pari a 1) permette di connettere Erdős a molti ricercatori nel campo della genetica e della genomica. Anche molti linguisti possiedono un numero di Erdős, in maggioranza grazie a catene di collaborazione che li connettono a Noam Chomsky, il cui numero di Erdős è 4, o a William Labov, il cui numero è 3.
È stato detto scherzosamente che Hank Aaron, un giocatore di baseball statunitense, ha un numero di Erdős pari a 1 avendo firmato una palla da baseball insieme con Erdős quando l'Università Emory ha conferito a entrambi una laurea honoris causa nello stesso giorno.

## Varianti
Martin Tompa ha proposto una versione dei numeri di Erdős basata sui grafi orientati. In essa ogni lato tra due coautori è orientato "alfabeticamente", cioè dall'autore precedente nell'ordine alfabetico al successivo; il numero di Erdős monotono di una persona è quindi definito come la lunghezza del percorso più lungo da Erdős a lui. Ha trovato un percorso di questo tipo di lunghezza 12.
Un'altra possibile variante sono i numeri di Erdős razionali, ideata da Michael Barr. A partire dall'idea che una persona che ha scritto p articoli insieme ad Erdős dovrebbe avere numero di Erdős 1/p, Barr (considerando solo i numeri di Erdős del secondo tipo) ha assegnato ad ogni coppia di persone un lato per ogni articolo scritto in collaborazione; interpretando poi il grafo come una rete elettrica in cui ogni lato rappresenta un resistore da un ohm, la resistenza elettrica totale tra due autori indica quanto sono distanti.

### Varianti non matematiche
Lo stesso concetto dei numeri di Erdős è stato applicato anche in altri casi: ad esempio, nel 1994, sono stati ideati i numeri di Bacon, il cui scopo è misurare la distanza dall'attore Kevin Bacon attraverso i film in cui due attori hanno recitato insieme. Alcune persone possiedono sia un numero di Erdős e un numero di Bacon: dalla loro somma è determinato il numero di Erdős-Bacon; esempi sono l'attrice-matematica Danica McKellar, che ha recitato nella serie TV Blue Jeans, e Daniel Kleitman, probabilmente la persona con il numero di Erdős-Bacon più basso, uguale a 3 (numero di Erdős 1, numero di Bacon 2).
Un fenomeno simile si è avuto in Usenet, dove è stato applicato alla distanza da Kibo. Un numero di Kibo pari a 1 è assegnato a chi ha ricevuto da lui un'e-mail, mentre un'e-mail ricevuta da qualcuno con un numero di Kibo pari a k garantisce al ricevente un numero di Kibo pari a k+1, analogamente alla definizione dei numeri di Erdős. In maniera analoga sono stati definiti il numero di Morphy, inteso come distanza in partite di scacchi da Paul Morphy, e il numero di Shusaku, attraverso le partite di go, come distanza da Shūsaku.